# 多尔梅莱托
多尔梅莱托（義大利語：Dormelletto），是意大利诺瓦拉省的一个市镇。总面积7平方公里，人口2695人，人口密度385.0人/平方公里（2009年）。ISTAT代码为003062。